# Dirshu
Dirshu (en hebreo: דרשו) es una organización internacional judía ultra-ortodoxa, cuyo objetivo es fortalecer y alentar el estudio de la santa Torá. Dirshu fue fundada en 1997, la organización patrocina ciclos de estudio y conferencias de la Torá, ofrece incentivos financieros a individuos y a grupos para aprender y dominar los textos del Talmud, la Halajá y el Musar. Dirshu también ha publicado nuevas ediciones de textos judíos tradicionales y ha patrocinado reuniones importantes para celebrar la finalización de sus ciclos de estudio. Desde 2018, más de 150.000 personas han participado en sus programas que se han expandido a 26 países ubicados en los cinco continentes. El nombre de la organización se basa en un versículo del Libro de los salmos 105:4 que dice: "Busca a Dios y a su poder, busca su rostro constantemente".

## Historia
El programa Dirshu se estableció originalmente para combatir los desafíos de la vida religiosa judía que tienen los trabajadores en la era moderna. Los hombres judíos que han recibido su educación en una yeshivá, tienen muchas influencias negativas en el puesto de trabajo, como por ejemplo el uso de Internet y la falta de modestia y recato en el vestir (tzniut). Según el fundador de Dirshu, el Rabino Dovid Hofstedter, al permitir que estos hombres continúen sumergiéndose en el estudio de la Torá, muchos de estos desafíos se vuelven irrelevantes. La dedicación al aprendizaje de la Torá también requiere respeto para la esposa y los hijos. El Rabino Hofstedter afirma: "No hay una solución tan efectiva como una página del Talmud". A medida que ganó popularidad, el programa de estudio diario Dirshu también atrajo a los hombres judíos que estaban inscritos en la yeshivá y el kollel. Al fomentar la disciplina y la responsabilidad del estudio personal, Dirshu permite a los participantes dominar su aprendizaje y ha producido varios eruditos de la Torá.
En 1997, el Rabino Dovid Hofstedter, un empresario judío canadiense que trabajaba en la gestión de bienes inmuebles y propiedades, abrió un pequeño Bet Midrash (una sala de estudio) en su oficina de Toronto. El rabino buscó a hombres de negocios judíos de ideas afines, para participar en un programa temprano en la mañana que incluía el aprendizaje al estilo Havruta y un shiur, una lección sobre la Torá, seguida de las oraciones matutinas y de un café caliente. Como incentivo adicional, Hofstedter ofreció un pequeño estipendio económico e introdujo un sistema de pruebas periódicas, mediante el cual los participantes podían evaluar su progreso. El programa fue bien recibido y se corrió la voz a otras comunidades ubicadas en Canadá y en los Estados Unidos. Los primeros programas de Dirshu se establecieron en Montreal, Detroit, Cleveland y Chicago. Dirshu se extendió a la Tierra de Israel y en la primavera de 2018, abrió una sucursal europea en Berlín, Alemania. En 2018, más de 150.000 personas habían participado en los programas organizados por Dirshu. Los participantes en los programas de aprendizaje estudiaron el Talmud babilónico. A partir de 2019, Dirshu está presente en 26 países ubicados en los cinco continentes.

Mientras que los programas de estudio de la Torá están dirigidos principalmente a los maridos, Dirshu reconoce el apoyo brindado por sus esposas, para permitir que sus esposos pasen su tiempo libre estudiando y los considera socios iguales en el aprendizaje de la Torá. Dirshu invita a las esposas a todos los eventos y a los viajes celebrados en honor de sus maridos por su contribución en el aprendizaje de la santa Torá. La organización participó en la celebración del Siyum HaShas, llevada a cabo en el Prudential Center de Newark, Nueva Jersey, el 9 de febrero de 2020.
La organización alquiló las tres instalaciones más grandes de Newark: el Prudential Center, el New Jersey Performing Arts Center (NJPAC) y el Newark Symphony Hall. Había una fuerte presencia policial en la ciudad con agentes uniformados patrullando las calles y dirigiendo el tráfico.

## Galería de imágenes

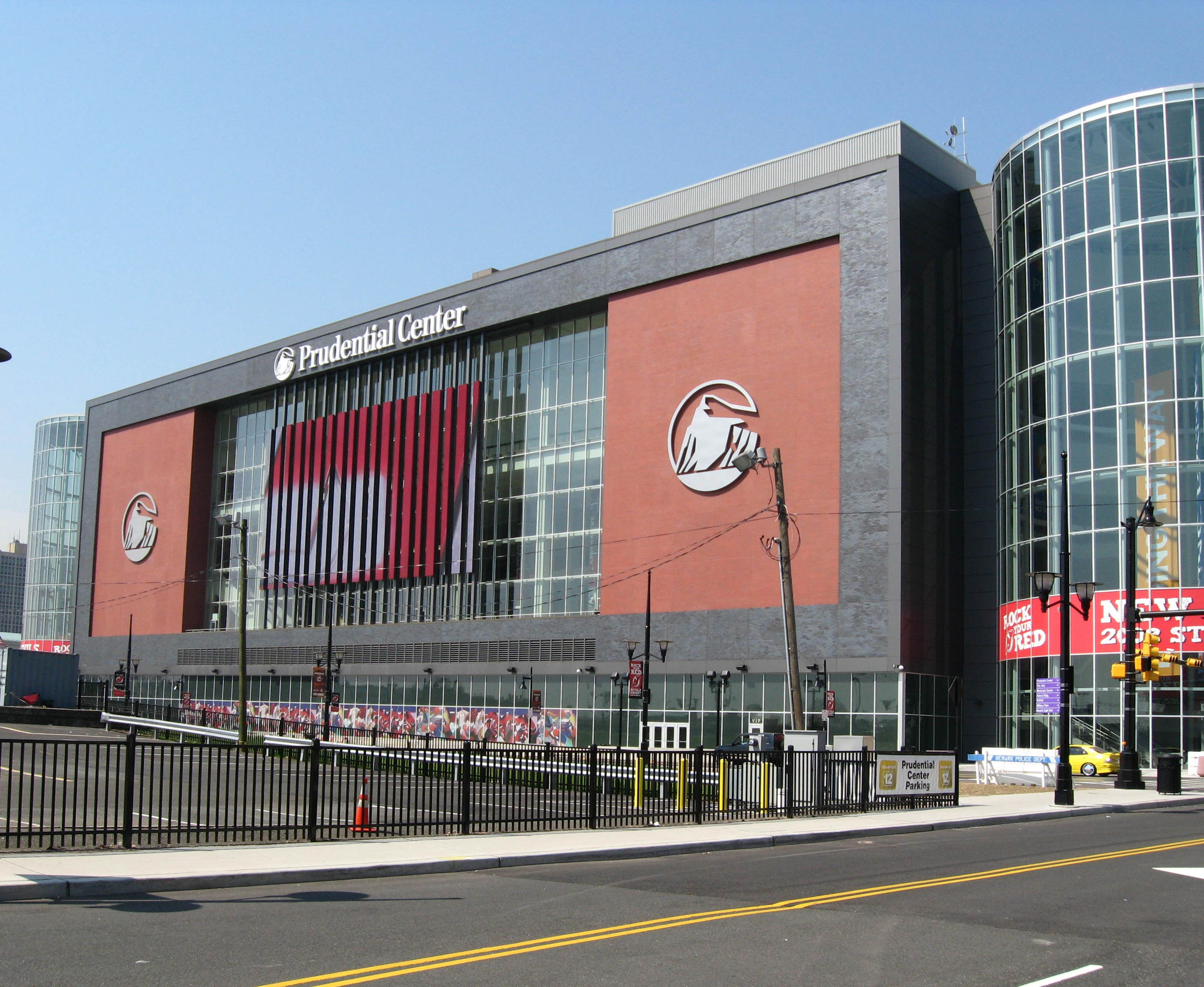
Prudential Center, Newark, New Jersey.
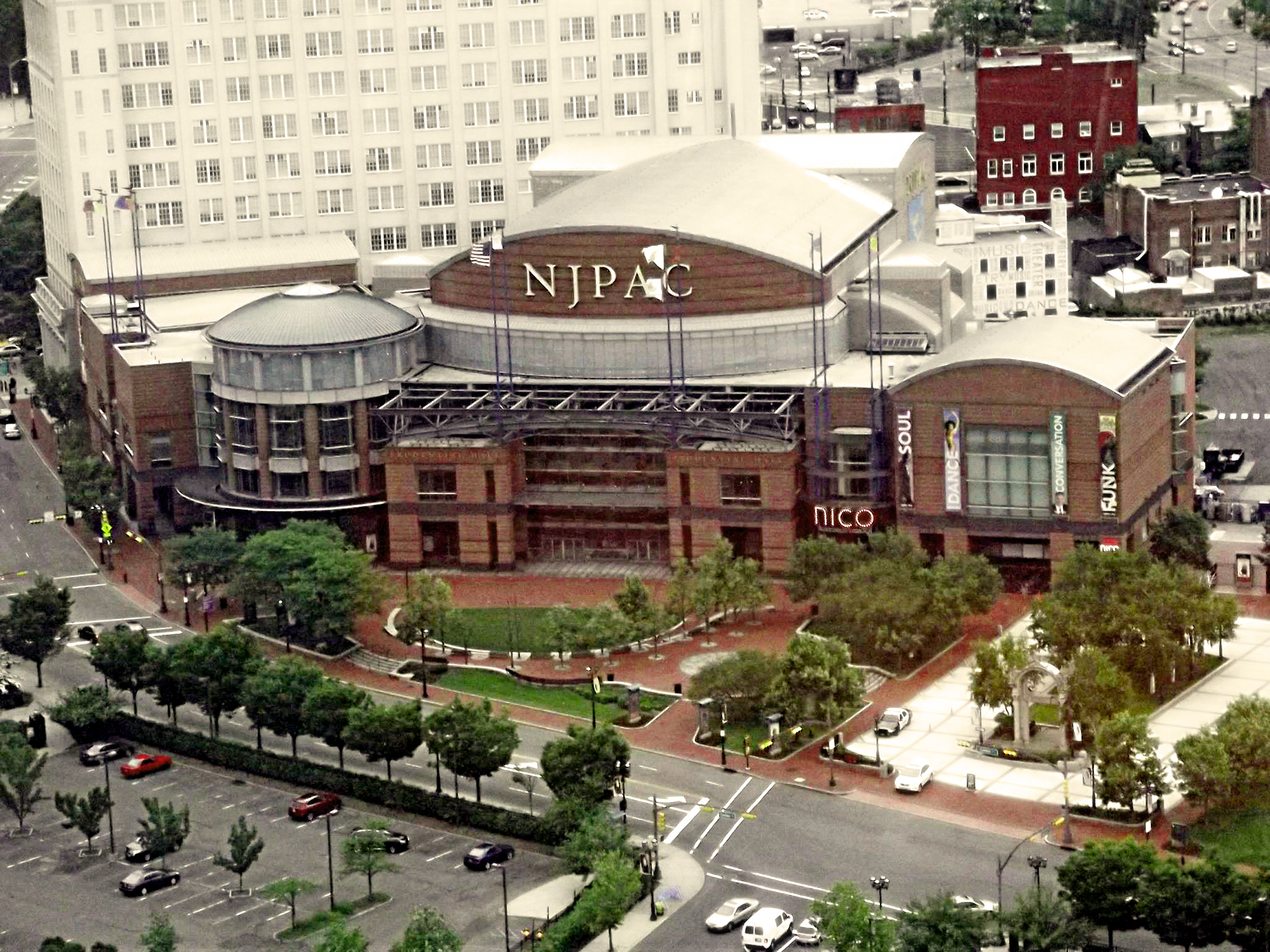
New Jersey Performing Arts Center (NJPAC).
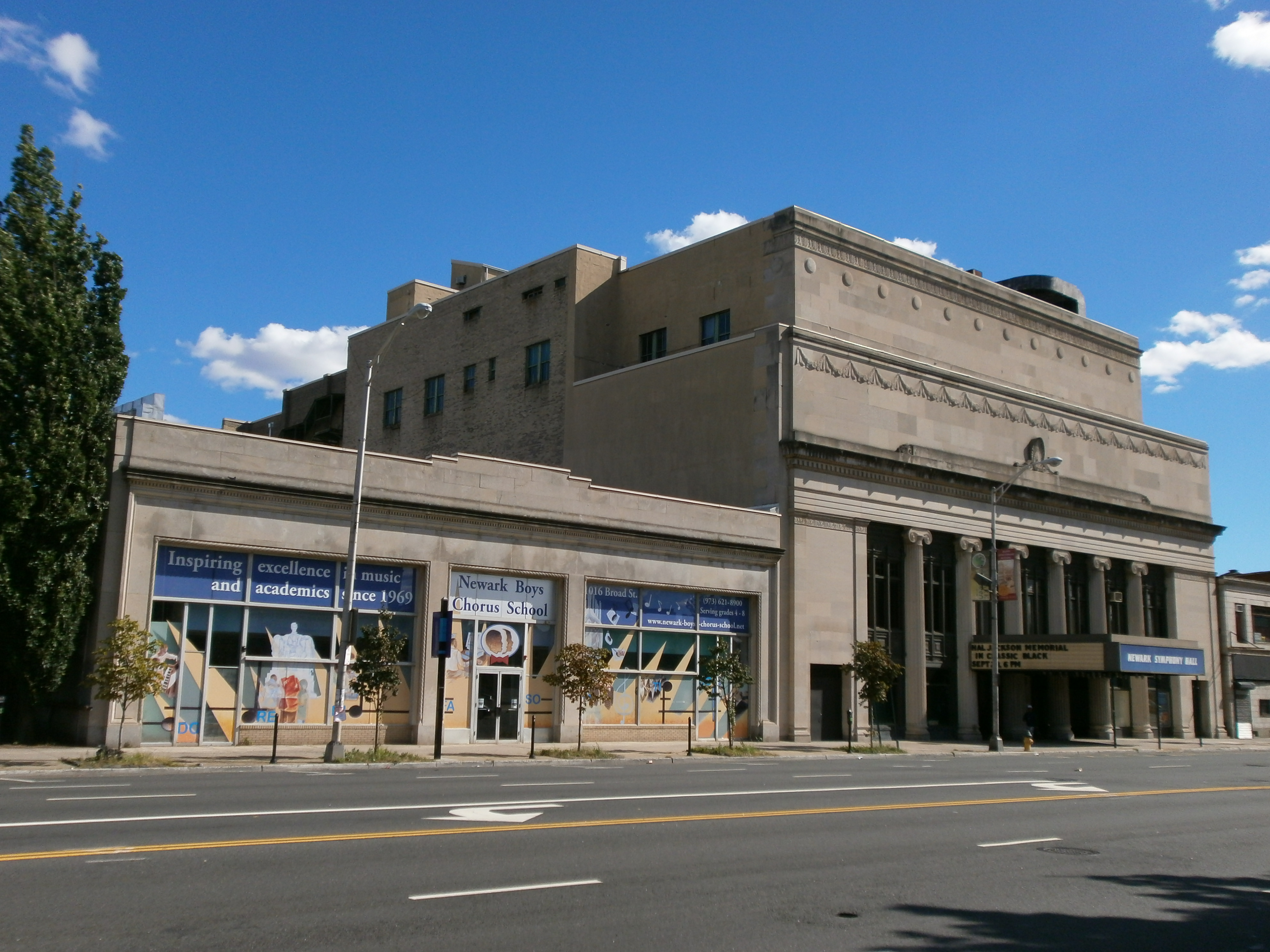
Newark Symphony Hall and Boys Chorus School.

- Datos: Q6768983